# Campionati italiani assoluti di atletica leggera indoor 1988
I XIX Campionati italiani assoluti di atletica leggera indoor si sono tenuti a Firenze dal 23 al 24 febbraio 1988.
Sono stati assegnati 23 titoli nazionali in altrettante discipline (13 maschili e 10 femminili).
Nella prima giornata di gare sui 3000 m Mauro Pregnolato batte a sorpresa il favoritissimo Stefano Mei. Vengono stabiliti inoltre due nuovi record italiani. Nel salto triplo Dario Badinelli ottiene il primato italiano di 16,93 m; mentre nel salto con l'asta ben tre astisti (Enzo Brichese, Fulvio Andreini, Giorgio Grassi) eguagliano il record di Gianni Stecchi di 5,50 m, realizzato a Mondiali di Indianapolis '87.
Nella seconda, conclusiva giornata dei campionati, la lunghista romana Antonella Capriotti incrementa di 7 centimetri il primato italiano ottenuto una settimana prima in Spagna.
Il velocista Antonio Ullo eguaglia il record italiano di Pierfrancesco Pavoni di 6"20 nella distanza delle 60 iarde.
Gli Assoluti di atletica anticipano le gare indoor degli Europei di Budapest (5-6 marzo).

## Risultati

### Uomini
| Specialità                                                                              | Oro                                                | Prestazione | Argento                                         | Prestazione | Bronzo                                            | Prestazione |
| Corse                                                                                   |                                                    |             |                                                 |             |                                                   |             |
| 60 iarde                                                                                | Antonio Ullo Gruppi Sportivi Fiamme Gialle         | 6"20        | Ezio Madonia Gruppo Sportivo Fiamme Azzurre     | 6"37        | Mario Longo G.S. Fisciano                         | 6"38        |
| 200 m                                                                                   | Marco Lavazza SNIA BPD Milano                      | 22"17       | Perini Centro Sportivo Carabinieri              | 22"37       | Maurizio Federici Atletica Bergamo                | 22"54       |
| 400 m                                                                                   | Alessandro Pinna ASSI Banca Toscana Firenze        | 48"27       | D'Amico Gruppi Sportivi Fiamme Gialle           | 48"48       | Boncompagni Carisp Rieti                          | 49"12       |
| 800 m                                                                                   | Tonino Viali Gruppo Sportivo Fiamme Oro            | 1'48"49     | Alberto Barsotti Pro Patria Osama Milano        | 1'49"17     | Nicola Bonamici Centro Sportivo Carabinieri       | 1'51"12     |
| 1500 m                                                                                  | Luca Vandi ASSI Banca Toscana Firenze              | 3'48"15     | Filippo Paita Atletica Riccardi Milano          | 3'48"94     | Vittorio Di Saverio Gruppi Sportivi Fiamme Gialle | 3'49"10     |
| 3000 m                                                                                  | Mauro Pregnolato Atletica Comelit Bergamo          | 8'01"16     | Stefano Mei ASSI Banca Toscana Firenze          | 8'01"17     | Carenza Gruppi Sportivi Fiamme Gialle             | 8'04"00     |
| 60 iarde hs                                                                             | Gianni Tozzi Fiamme Oro Padova                     | 7"39        | Andrea Pantani Gruppo Sportivo Fiamme Azzurre   | 7"43        | Massimo Morlacchi Snam Gas Metano                 | 7"45        |
| Marcia 5000 m                                                                           | Giovanni De Benedictis Centro Sportivo Carabinieri | 19'21"2(m)  | Alessandro Pezzatini ASSI Banca Toscana Firenze | 19'47"7(m)  | Pietro Fiorini Gruppo Sportivo Forestale          | 19'56"5(m)  |
| Concorsi                                                                                |                                                    |             |                                                 |             |                                                   |             |
| Salto in alto                                                                           | Daniele Pagani Gruppo Sportivo Fiamme Oro          | 2,26 m      | Roberto Ferrari Cremona Sport                   | 2,20 m      | Marcello Benvenuti Centro Sportivo Carabinieri    | 2,20 m      |
| Salto con l'asta                                                                        | Enzo Brichese Gruppi Sportivi Fiamme Gialle        | 5,50 m      | Fulvio Andreini CUS Roma                        | 5,50 m      | Giorgio Grassi Snam Gas Metano                    | 5,50 m      |
| Salto in lungo                                                                          | Giuseppe Bertozzi Cremona Sport Arvedi             | 7,82 m      | Claudio Cherubini CUS Roma                      | 7,65 m      | Giancarlo Biscarini Gruppi Sportivi Fiamme Gialle | 7,56 m      |
| Salto triplo                                                                            | Dario Badinelli Snia BPD Milano                    | 16,93 m     | Gianni Cecconi Gruppo Sportivo Fiamme Azzurre   | 16,05 m     | Alfieri Snam Gas Metano                           | 15,54 m     |
| Getto del peso                                                                          | Leonardo Lazzeri ASSI Banca Toscana Firenze        | 17,96 m     | Giovanni Tubini Arena Bentegodi Verona          | 17,72 m     | Andrea Giubilei Snam Gas Metano                   | 17,12 m     |
| record dei campionati; record nazionale; record personale; record personale stagionale. |                                                    |             |                                                 |             |                                                   |             |

### Donne
| Specialità                                                                              | Oro                                            | Prestazione | Argento                                  | Prestazione | Bronzo                                 | Prestazione |
| Corse                                                                                   |                                                |             |                                          |             |                                        |             |
| 60 iarde                                                                                | Roberta Rabaioli Snam San Donato               | 6"97        | Antonella Avigni Nuova Atletica Varese   | 6"99        | Sonia Vigati Assindustria Sport Padova | 6"99        |
| 200 m                                                                                   | Marisa Masullo Snia BPD Milano                 | 24"62       | Donatella Dal Bianco Fiamma Schio        | 24"66       | Lara Sinico CUS Roma                   | 25"38       |
| 400 m                                                                                   | Erica Rossi Sisport Fiat                       | 55"06       | Giuseppina Perlino Pro Sesto Milano      | 56"75       | Carla Barbarino CUS Pavia              | 57"29       |
| 800 m                                                                                   | Manuela Enrietto INA Primavera Torino          | 2'11"06     | Paola Gallio CUS Roma                    | 2'11"93     | Elisa Zuccari Libertas Livorno         | 2'12"38     |
| 1500 m                                                                                  | Valentina Tauceri SNIA BPD Milano              | 4'18"13     | Ornella Benetti Fiamma Inglesina Vicenza | 4'22"38     | Lidia Cino ACSI Pro Sport              | 4'29"16     |
| 60 iarde hs                                                                             | Carla Tuzzi Cises Frascati                     | 7"71        | Mary Massarin Sisport Fiat               | 7"73        | Daniela Morandini ACSI Sanson Verona   | 7"92        |
| Marcia 3000 m                                                                           | Antonella Marangoni ASSI Banca Toscana Firenze | 13'36"85    | Annarita Sidoti Tyndaris Pattese         | 14'15"12    | Selene Marchioro Fiamma Vicenza        | 14'28"47    |
| Concorsi                                                                                |                                                |             |                                          |             |                                        |             |
| Salto in alto                                                                           | Michaela Tarantino Cassa Risparmio Rieti       | 1,82 m      | Cristina Biagi FIAT Sud Formia           | 1,80 m      | Lucia Massalongo ACSI Sanson Verona    | 1,80 m      |
| Salto in lungo                                                                          | Antonella Capriotti CUS Roma                   | 6,72 m      | Rossi Snia BPD Milano                    | 6,09 m      | Maria Costanza Moroni Dop. Az. Zegna   | 6,09 m      |
| Getto del peso                                                                          | Agnese Maffeis INA Primavera Torino            | 16,00 m     | Concetta Milanese Sisport Fiat           | 15,65 m     | Wilma Rigamonti FIAT Sud Formia        | 15,28 m     |
| record dei campionati; record nazionale; record personale; record personale stagionale. |                                                |             |                                          |             |                                        |             |